# Shioli Kutsuna
Shioli Kutsuna, född 22 december 1992 i Sydney, är en japansk-australisk skådespelare.
Kutsuna har bland annat medverkat i TV-serien Invasion. Hon har även medverkat i Deadpool 2 och kommande Deadpool & Wolverine, samt Murder Mystery.

## Filmografi (i urval)
- 2018 – Deadpool 2
- 2019 – Murder Mystery
- 2021 – Invasion (TV-serie)
- 2024 – Deadpool & Wolverine